# 黒田秀忠
黒田 秀忠（くろだ ひでただ）は、戦国時代の越後国の武将。黒滝城主。

## 略歴
越後守護代長尾為景の信任を受けて、守護上杉定実の家臣である黒田長門守の養子となり、黒田家を継承した。

### 通説
為景の後を継いだ長尾晴景が病弱で統率力が無かったため、独立しようと画策して天文14年（1545年）、晴景の弟長尾景康・長尾景房らを殺害して10月に謀反を起こすが、晴景のもう一人の弟・長尾景虎（上杉謙信）の命令を受けた村山与七郎に居城黒滝城を攻められて降伏した。
翌年の天文15年（1546年）2月、再び謀反を起こすが、長尾景虎（上杉謙信）に攻められて敗れ、一族ともども自刃させられた。この戦功で長尾景虎（上杉謙信）の武名が一躍高まった。

### 新説
ところが、黒田秀忠の反乱時期に関する史料が少なく年次不明のものも多く、最初の反乱についても例えば、『上杉家御年譜』天文12年、『上越市史』は天文13年、『新潟県史』は天文14年とまちまちであった。そのため、秀忠が景虎に滅ぼされた時期についても天文14年、天文15年、天文16年と諸説乱立している。
年次不明の史料で直接反乱について、触れたものに限れば、「黒田の慮外の振る舞いに対して府内にて（上杉氏家臣）桃井氏と相談の上で討伐することになった」と記す某年10月12日に長尾景虎から村山与七郎宛に出された書状と「昨年秋に黒田和泉守に成敗を加えようとしたところ、黒田が出家して他国に赴くと申し出たので一旦は助命したが、再び逆心をしたために御屋形様（上杉定実）の御意を得て、黒田一類を悉く生害せしめた」とする某年2月28日に長尾景虎から小河右衛門佐宛に出された書状の2通ということになり、時系列的には「某年10月に黒田秀忠が反乱を起こして一旦は降伏したものの翌年2月に再度の反乱を起こして長尾景虎が上杉定実の許可を得てこれを攻め滅ぼした」という流れが成立する。
ところが、越後国の住人が高野山清浄心院に供養依頼を行った内容を集成した『越後過去名簿』という文書の中に天文16年7月15日（1547年7月31日）に黒田和泉守とその妻が自分たちの逆修供養を依頼してきたことが記されている。当時の越後で黒田和泉守を名乗ったのは黒田秀忠のみであり、天文16年7月15日時点で黒田秀忠が存命していなければ起こり得ない話となる。つまり、通説をはじめとするそれまでの説の全てが時期的に成立しないことになってしまうのである。
そのため、今福匡は黒田秀忠の逆修供養依頼の記録を否定することが出来ない以上、反乱は天文16年7月15日以降の出来事と考えて天文16年秋から翌年2月の事件と位置付けた。その後、前嶋敏は小河宛の文中にある「旧冬当地へ相移候処」。を天文17年12月30日に発生した長尾景虎の家督継承に伴う春日山城入りを指しているとして天文17年秋から翌年2月の事件とする説を提示し、これに対して今福も同意を示して自説を訂正し、その後の著作では前嶋説と同じ天文17年説を主張している。前嶋・今福は長尾晴景から景虎への家督継承と黒田秀忠の反乱は関連性があるとする立場を取る。福原圭一も同じ立場から、黒田秀忠は長尾晴景政権の重臣であり、景虎への当主交代に反対して反乱を起こした事件であり、景虎が晴景でなく上杉定実に許可を得て黒田を滅ぼしているのも、景虎の家督継承に対する後ろ盾に定実がいたからであるとしている。